# Pogonodaptus
Pogonodaptus is een geslacht van kevers uit de familie van de loopkevers (Carabidae). De wetenschappelijke naam van het geslacht is voor het eerst geldig gepubliceerd in 1881 door Horn.

## Soorten
Het geslacht Pogonodaptus omvat de volgende soorten:
- Pogonodaptus mexicanus (Bates, 1878)
- Pogonodaptus rostratus Darlington, 1935